# Weak (AJR)
Weak è una canzone della band indie pop americana AJR. È stata pubblicata per la prima volta nell'EP What Everyone's Thinking tramite l'etichetta della band, AJR Productions, il 16 settembre 2016, diventando successivamente il singolo principale del loro secondo album in studio The Click (2017). Il testo della canzone descrive l'accettazione della debolezza umana e presenta una composizione pop vivace.
È stata rilasciata una lyric video e un video musicale, con quest'ultimo che presenta la band in una metropolitana di New York. Il video musicale è diventato virale, e la popolarità della canzone su Spotify ha contribuito a far diventare "Weak" una delle canzoni più alte in classifica della band. "Weak" ha sette remix ufficiali e diverse registrazioni live disponibili su piattaforme di streaming, ed è stata eseguita dal vivo numerose volte. La canzone è entrata in classifica in 17 paesi, raggiungendo le prime cinque posizioni nei Paesi Bassi e le prime dieci in Belgio e Norvegia.

## Sfondo e composizione
La band ha scritto il testo della canzone in un giorno, prendendo ispirazione dall'album "Aim and Ignite" dei Fun e dalla musica dei Twenty One Pilots, affermando di apprezzare "testi stravaganti, a volte oscuri e sagaci, accompagnati da un ritmo epico". Il primo verso della canzone descrive la sensazione giusto prima che inizi una festa di notte, con la band che afferma "non sai che potrebbe essere generalmente sbagliato per te, ma quel momento prima che tu lo faccia è la sensazione più grande al mondo e non puoi dire di no ad essa". Il pre-ritornello continua su questo tema, con la fidanzata di Jack, Alba Avoricani, che canta versi che imitano la tentazione, mentre Jack esprime emozioni contrastanti. I membri della band, Jack e Ryan Met, rappresentano ciò basandosi su esperienze personali vissute, con colleghi che interrompono il tempo personale dei membri della band per festeggiare. Il ritornello della canzone accetta la tentazione costruita nel verso, apprezzando cedere ad essa pur presentando anche la moderazione. La vocalizzazione alla fine del ritornello è ispirata all'armonizzazione tipica dei Beach Boys, con una produzione hip-hop ispirata a Kanye West. Il bridge della canzone utilizza il termine "spokestep", un termine creato dalla band per riferirsi a voci pesantemente modificate nello stile del dubstep. Gli AJR hanno descritto le canzoni radiofoniche dell'epoca come avendo "persone che mescolano un po' le voci", con la band che si ispira e cerca di "portare ciò al livello successivo". Lo "spokestep" è stato utilizzato nell'album precedente della band,"Living Room (2015), e è comparso ulteriormente in The Click (2017).
In un'intervista del luglio 2017, la band ha parlato della loro ispirazione per la canzone. Jack e Ryan hanno spiegato che mentre assistevano a un concerto al The Bitter End di New York, Ryan è andato al bagno e ha visto uno sticker che diceva "The Weaklings", il nome di una band locale. La band ha tratto ispirazione da questo, definendolo "una cosa molto tipica degli AJR" e utilizzando i toni auto-deprecanti per creare il testo del ritornello "Dovrei restare forte, ma sono debole". In interviste, il membro della band Adam Met ha descritto la scrittura della canzone come un'intenzionale opposizione alle canzoni motivazionali ed empatiche, affermando che "è ok essere umani". La canzone è stata inclusa come secondo singolo dell'extended play della band del 2016, intitolato What Everyone's Thinking, con "Weak" che successivamente è diventato il primo singolo dell'album studio successivo degli AJR, The Click (2017).

### Produzione
La canzone è stata prodotta liberamente nel salotto degli AJR, con la band che sottolinea di non essere "inibita dai costi dello studio e da altri autori e produttori". Durante il loro tour OK Orchestra e altri spettacoli del 2022, gli AJR hanno mostrato gli strati della canzone. La produzione della canzone è iniziata con un kick, uno snare e un hi-hat rovesciato per la batteria, una linea di basso "epica e ispiratrice", e il pianoforte in un tempo di 4/4 nella tonalità di Fa maggiore. Nelle fasi iniziali della produzione, la canzone aveva un tempo di 100 battiti al minuto, con la band successivamente rallentandolo al tempo finale di 62 battiti al minuto. Successivamente, lo snare è stato sostituito con uno snare hip hop, e la band si è ispirata a film come L'Impero colpisce ancora per comporre una melodia di tromba "epica e ispiratrice". Questa è stata successivamente riprodotta su un hi-hat e la produzione è terminata con la band che campionava un pianto di un bambino con pitch bend digitale per la melodia del ritornello.

## Video musicales

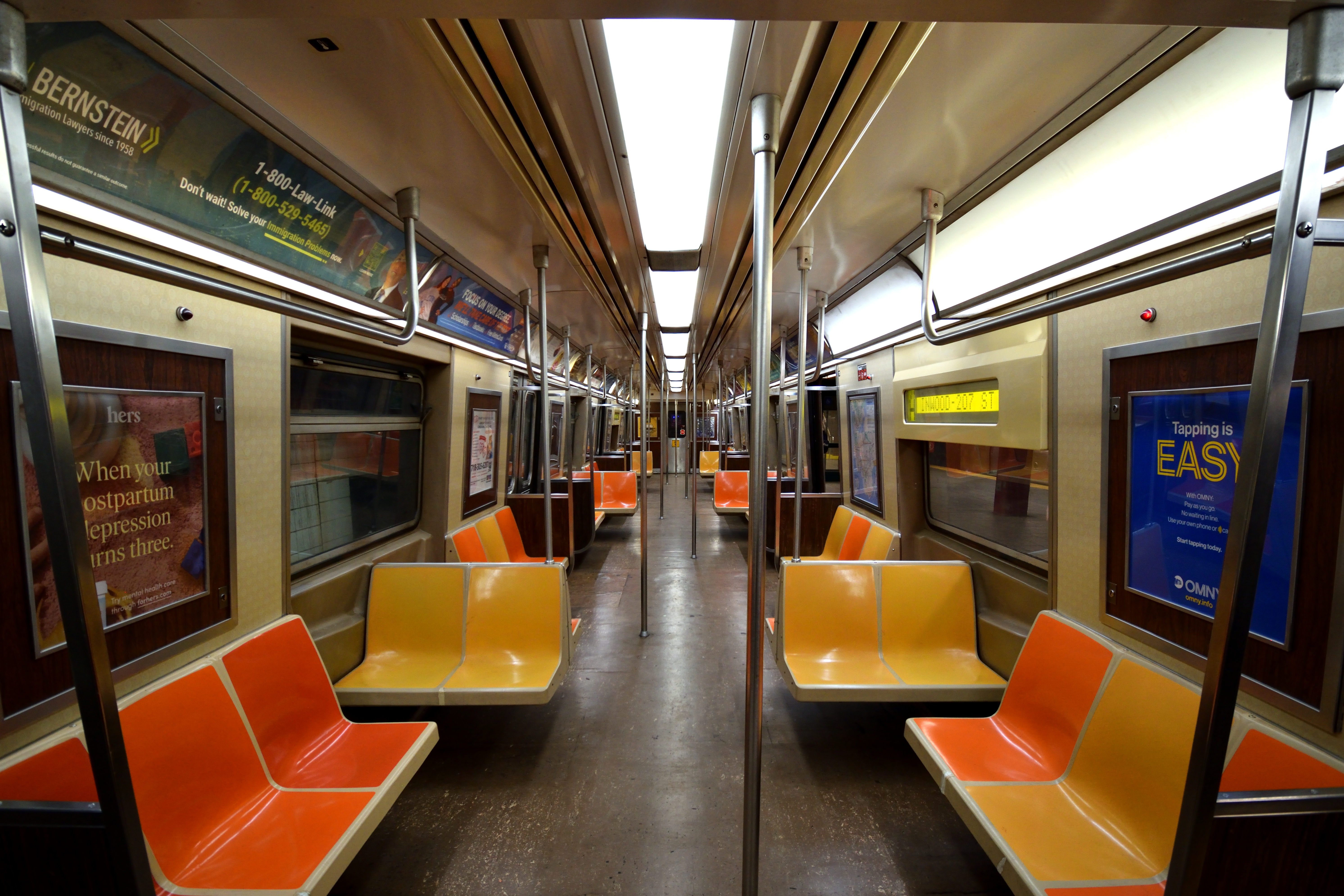
Il vagone della metropolitana di New York #5898, la location principale delle riprese del video musicale di "Weak".

Dopo l'uscita di What Everyone's Thinking il 16 settembre 2016, è stato pubblicato un lyric video per "Weak" alla fine di ottobre, che presentava disegni dei testi e la band che eseguiva la canzone su un Etch A Sketch. Dopo essere diventato il singolo principale di The Click (2017), un video musicale per la canzone è stato diretto da Shane Drake e pubblicato il 9 marzo 2017. Il video raffigura il gruppo privo di sensi su un treno, con Jack Met che si sveglia e fatica a attraversare e uscire. Mentre fa ciò, Ryan e Adam si bloccano dietro di lui mentre eseguono la canzone. Jack cerca di attirare l'attenzione dei passanti e attraversa continuamente diversi vagoni seguendo una luce, con luci rosse lampeggianti durante il ponte. Alla fine del video, scopre che la fonte è il faro di un treno e improvvisamente si trova in piedi direttamente sui binari prima di essere colpito. Quando è stato intervistato, Jack ha descritto la luce come la rappresentazione di un vizio, dicendo che è "così accecante e allettante" che cede prima di "pagare il prezzo".
La preparazione per il video è iniziata alle 18:00 e le riprese hanno avuto inizio alle 20:00. La scena finale del video è stata girata per prima, utilizzando uno schermo verde e luci in movimento per simulare un treno che si avvicina a Jack. Le riprese nel New York Transit Museum sono iniziate alle 21:30 e sono terminate alle 8:00 del mattino successivo. Il video è stato girato con attrezzature Sony, con Ryan che indossava cuffie Sony nel video musicale. Un ampio team di produzione era presente, cosa che la band ha notato come un grande contrasto rispetto ai loro video musicali prodotti in precedenza con budget più bassi.

## Performance commerciale

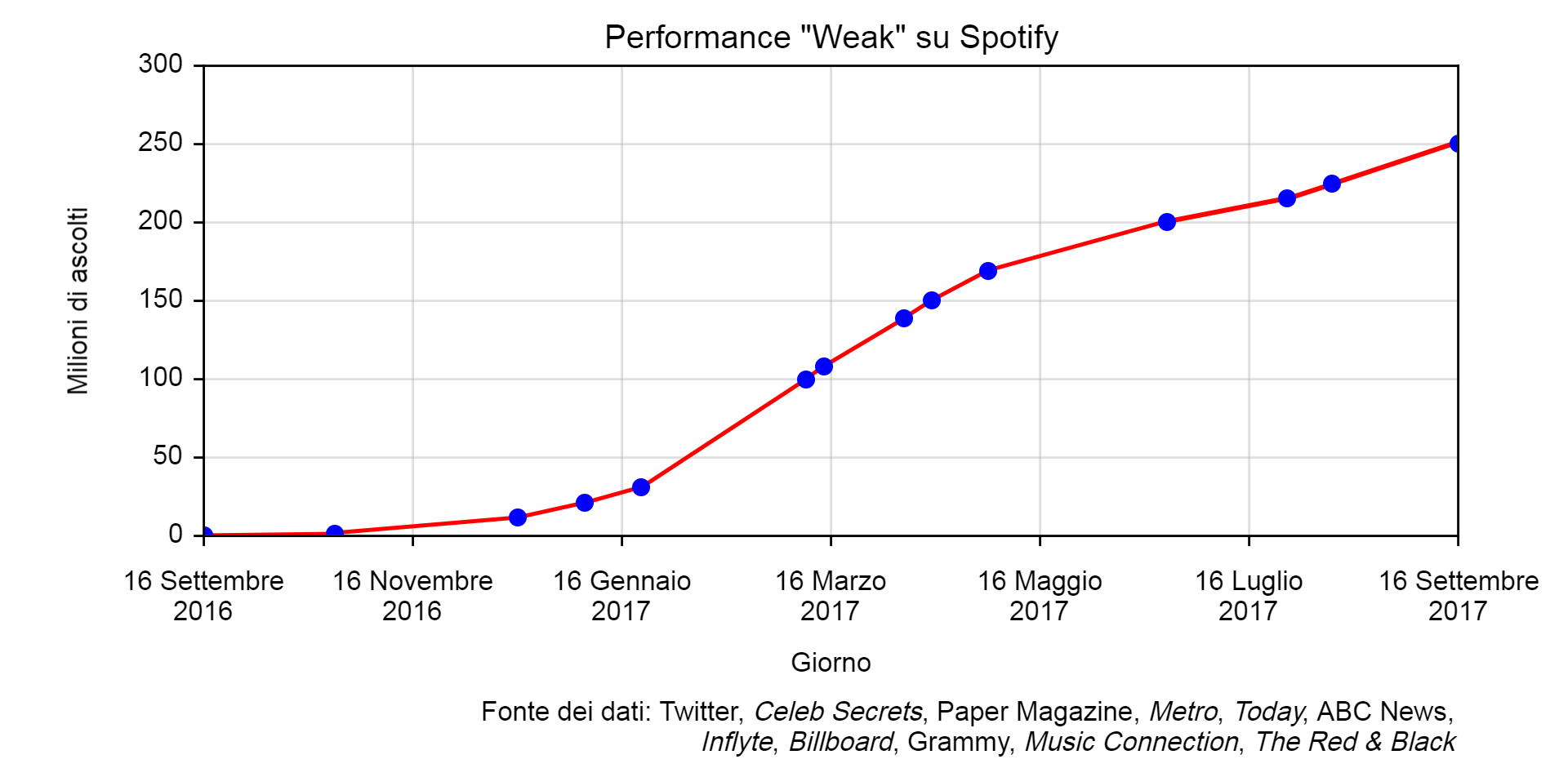
La performance di streaming di "Weak" su Spotify nel suo primo anno dalla data di uscita.

"Weak" è stata la seconda canzone degli AJR a raggiungere la classifica Billboard Hot 100, preceduta da "I'm Ready". Entrando in classifica in 17 paesi, la band ha attribuito il successo globale della canzone agli algoritmi di Spotify. La crescita della canzone è stata un "processo molto, molto lento", con la band che ricorda che il conteggio degli streaming aumentava inizialmente di migliaia al giorno.
Tra settembre 2016 e gennaio 2017, "Weak" ha accumulato 30 milioni di ascolti, raggiungendo ulteriori 70 milioni di ascolti nei successivi due mesi. Mentre scalava le classifiche di Billboard, la band ha pubblicato il video musicale di "Weak" a marzo, contribuendo ulteriormente a far entrare la canzone nella classifica Hot 100. Metro ha nominato gli AJR "artisti del giorno" il 13 marzo 2017. Dopo aver eseguito la canzone su Today ad aprile, la canzone è stata rilasciata per la trasmissione radiofonica e ha ottenuto ulteriori posizioni in classifica. Il successo della canzone ha attirato l'attenzione di Rivers Cuomo, il frontman della band rock Weezer, che ha poi collaborato con gli AJR per produrre la canzone "Sober Up". "Weak" ha accumulato più di 250 milioni di ascolti dopo un anno dalla sua uscita, con Apple Music che include "Weak" nella sua playlist "Best Alt Songs of the 2010s".

## Tracce
Testi e musiche di Adam Met, Jack Met e Ryan Met.
Download digitale
1. Weak – 3:21

Download digitale – Remixes
1. Weak (Cheat Codes Remix) – 2:57
2. Weak (Party Pupils Remix) – 3:34
3. Weak (Gazzo Remix) – 3:36
4. Weak (Mike D Remix) – 3:20
5. Weak (Jaded Remix) – 3:25
6. Weak (Acoustic) – 3:14

Download digitale – Stay Strong Mix
1. Weak (feat. Louisa Johnson) (Stay Strong Mix) – 3:19

## Classifiche

### Classifiche settimanali
| Classifica (2016-17) | Posizione massima |
| -------------------- | ----------------- |
| Austria              | 37                |
| Belgio (Fiandre)     | 7                 |
| Belgio (Vallonia)    | 33                |
| Canada               | 78                |
| Danimarca            | 37                |
| Germania             | 39                |
| Irlanda              | 29                |
| Italia               | 62                |
| Norvegia             | 8                 |
| Paesi Bassi          | 8                 |
| Portogallo           | 38                |
| Regno Unito          | 58                |
| Repubblica Ceca      | 20                |
| Slovacchia           | 26                |
| Stati Uniti          | 73                |
| Svezia               | 23                |
| Svizzera             | 62                |

### Classifiche di fine anno
| Classifica (2017) | Posizione |
| ----------------- | --------- |
| Belgio (Fiandre)  | 11        |
| Belgio (Vallonia) | 93        |
| Paesi Bassi       | 25        |

## Certificazioni
| Regione     | Certificazione | Vendite/unità certificate |
| ----------- | -------------- | ------------------------- |
| Australia   | Platino        | 70 000+                   |
| Austria     | Oro            | 15 000+                   |
| Belgio      | Platino        | 30 000+                   |
| Canada      | 2× Platino     | 160 000+                  |
| Danimarca   | Oro            | 45 000+                   |
| Germania    | Platino        | 400 000+                  |
| Italia      | Oro            | 25 000+                   |
| Paesi Bassi | Platino        | 40 000+                   |
| Svizzera    | Oro            | 15 000+                   |
| Regno Unito | Oro            | 400 000+                  |
| Stati Uniti | 3× Platino     | 3 000 000+                |